# 10.ª División de Montaña
La 10.ª División de Montaña (Infantería Ligera) (en inglés: 10th Mountain Division (Light Infantry)) es una división de infantería ligera del Ejército de Estados Unidos con base en Fort Drum, Nueva York. Se trata de una unidad subordinada al XVIII Cuerpo Aerotransportado. La división mantiene la denominación de Montaña por motivos históricos, pero en realidad está organizada como una división de infantería ligera.
Activada en 1943, la 10.ª División de Montaña fue la última, entre las divisiones actualmente activas, en entrar en combate durante la Segunda Guerra Mundial. La 10.ª División luchó en las montañas de Italia en algunos de los terrenos más difíciles del país. Después de la guerra, la división fue redesignada brevemente como 10.ª. División de Infantería, una unidad de formación, fue desplegada en Alemania antes de la desactivación.
Reactivada en 1985, la división fue desplegada en numerosas contingencias a lo largo de la década de 1990. Elementos de la División participaron en las operaciones Tormenta del Desierto, Restaurar la Esperanza, Restaurar la Democracia, Task Force Eagle, y en las tareas de ayuda tras el paso del Huracán Andrew. Desde 2001, la división y sus cuatro brigadas de combate han sido enviadas en numerosas ocasiones a Irak y Afganistán en apoyo de la Operación Libertad Iraquí y de la Operación Libertad Duradera.

## Historia

### Orígenes
La 10.ª División de Infantería activa en el ejército estadounidense durante la Primera Guerra Mundial, redesignada Panamá Canal Division después de la guerra, no comparte ninguna relación con la 10.ª División de Montaña activa durante la Segunda Guerra Mundial.
En noviembre de 1939, durante la invasión de Finlandia por parte de las tropas de la Unión Soviética, los esfuerzos de los soviéticos se vieron frustrados tras la destrucción de dos divisiones blindadas por las tropas finlandesas sobre esquíes. Al ver la efectividad de estas tropas, Charles Minot Dole, el presidente de la National Ski Patrol, comenzó a presionar al Departamento de Guerra de los Estados Unidos para la creación de una unidad similar en el Ejército de los Estados Unidos; las tropas estarían entrenadas para combatir en invierno y en la guerra en las montañas.
En septiembre de 1940, Dole fue capaz de presentar su caso al general George C. Marshall, jefe de Estado Mayor del Ejército de los Estados Unidos, que coincidió con la evaluación de Dole, decidiendo la creación de una unidad de montaña. El 8 de diciembre de 1941, el Ejército activó su primera unidad de montaña, el 87.º Batallón de Infantería de Montaña (más tarde 87.º Regimiento de Infantería) en Fort Lewis, Washington. El 87.º Batallón se entrenó en todo tipo de condiciones adversas y diversas zonas, incluido el Monte Rainier de 4392 m de altitud. La National Ski Patrol asumió el papel único de reclutamiento para el 87.º Regimiento de Infantería y posteriormente para toda la División. Después de volver de la Campaña de Kiska en las Islas Aleutianas cerca de Alaska, los comandantes del Ejército decidieron ampliar el concepto de la guerra de montaña a una división entera. El 87.º Batallón formaría el núcleo de esta nueva división.

### Segunda Guerra Mundial

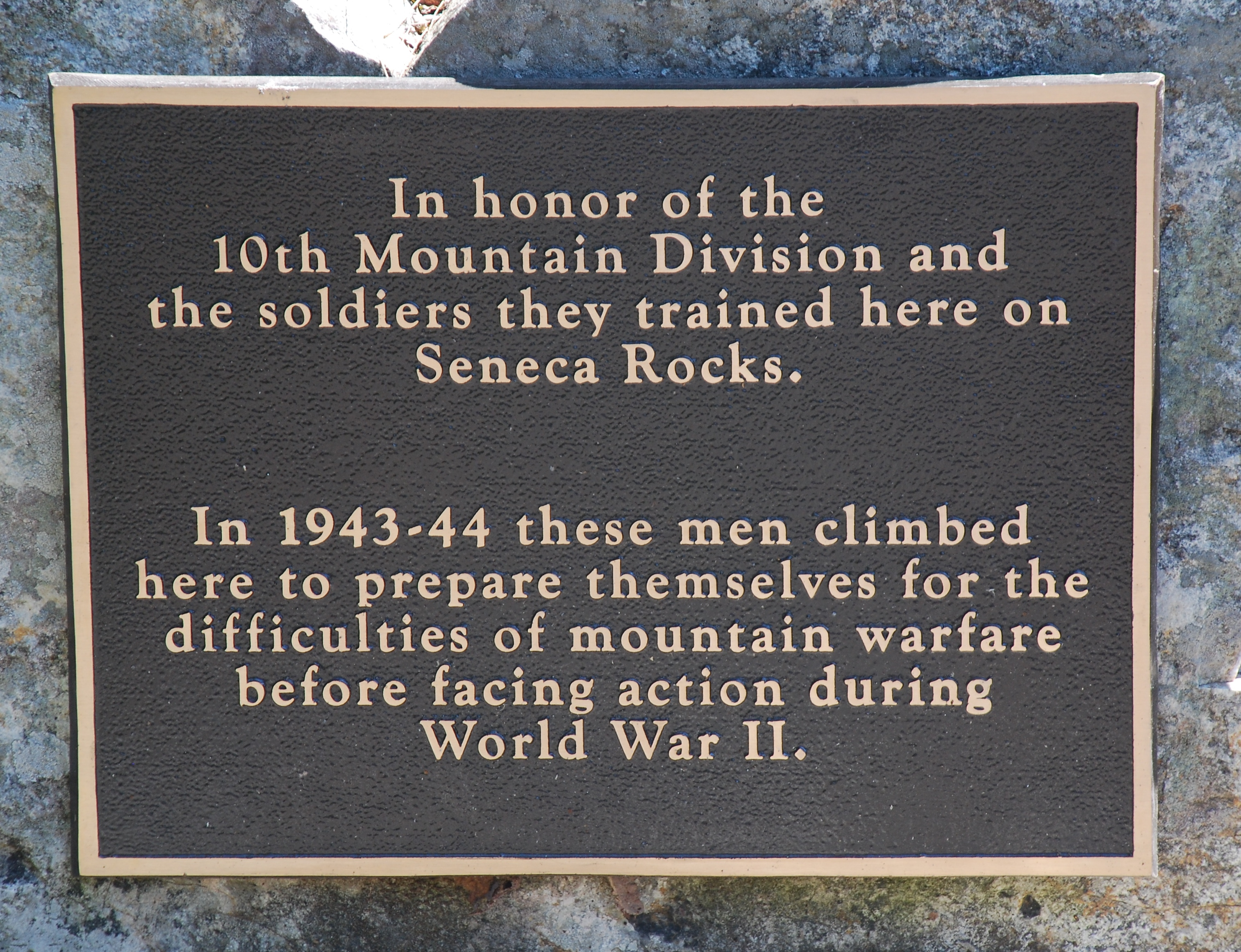
Placa en honor de la 10.ª División de Montaña en Seneca Rocks, Virginia Occidental.

La 10.ª División Ligera (Alpina) se constituyó el 10 de julio de 1943 y fue activada dos días más tarde en Camp Hale, Colorado. La división estaba compuesta por los regimientos de infantería, 85.º, 86.º, y 87.º. El 604.º, 605.º y 616.º Batallón de Artillería de Campaña, la 110.ª Compañía de Señales, el 710.ª Ordnance Company, la 10.ª Compañía de Intendencia, el 126.º Batallón de Ingenieros, el 10.º Batallón de Medicina, y el 10.º el Destacamento de Inteligencia. La 10.ª División Ligera fue la única división en el ejército con tres batallones de artillería de campaña en lugar de cuatro. En 1943 y 1944 las tropas de la 10.ª División de Montaña se trasladaron a Seneca Rocks en Virginia Occidental para iniciar su formación en escalada artificial y uso de fisureros y pitones empotrados con martillos. Durante la formación probablemente se realizarían muchas aperturas de las rutas de escalada, aunque muy pocas se registraron. Durante su estancia el ejército utilizó más de 75 000 pitones en los acantilados de Seneca Rocks y en las inmediaciones Champe Rocks y Nelson Rocks; muchos de ellos aún permanecen. La división continuó su formación en Camp Hale a 2800 m de altitud. Los soldados se entrenaron para luchar y sobrevivir en las peores condiciones y para dormir en la nieve sin tiendas de campaña. El 22 de junio de 1944, la división fue enviada a Camp Swift, Texas, para prepararse para las maniobras en Luisiana, que finalmente se cancelaron. Se necesitaba un período de aclimatación a baja altura y al clima caliente. El 6 de noviembre de 1944, la 10.ª División pasó a llamarse 10.ª División de Montaña. Ese mismo mes, la palabra Mountain fue autorizada en la nueva insignia.

#### Italia
La división se embarcó para Italia a finales de 1944, llegando a Italia el 6 de enero de 1945. Fue la última división del ejército estadounidense en entrar en combate en la Segunda Guerra Mundial. Inmediatamente entró en combate cerca de Cutigliano y Orsogna. Acciones preliminares defensivas fueron seguidas el 19 de febrero de 1945 por la Batalla de Monte Castello, conjuntamente con tropas de la Fuerza Expedicionaria Brasileña.

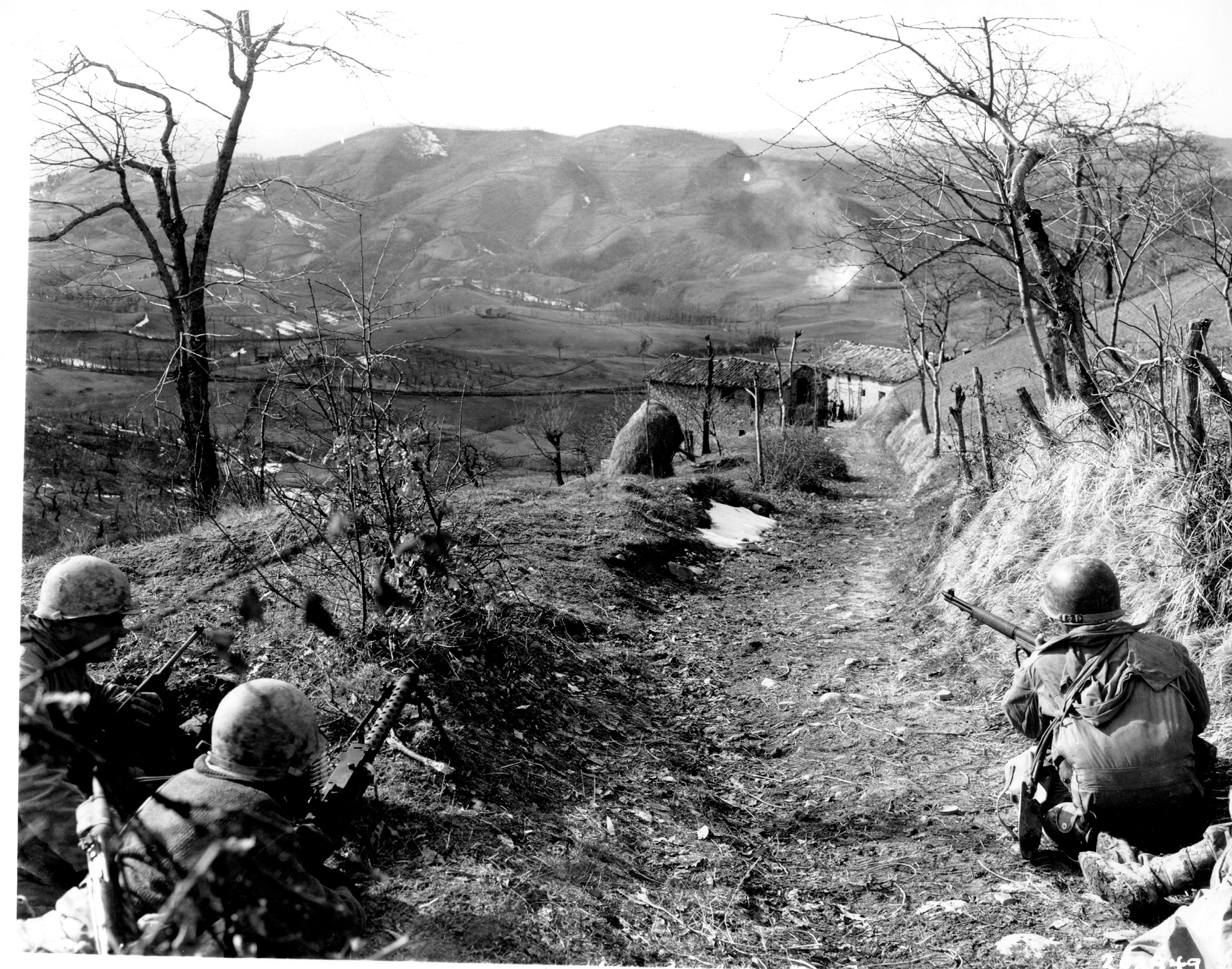
Soldados de la división durante un asalto en el norte de Italia.

La unidad realiza ataques concertados en el Monte Della Torraccia-Monte Belvedere, la zona fue despejada después de varios días de intensos combates. A principios de marzo la división continuó su avance hacia el norte de Canolle llegando a unos 24 km de Bolonia. Después de tres semanas manteniendo las posiciones, la división se puso de nuevo en marcha, capturando el 20 de abril la ciudad de Montegiorgio, entrando en el valle del Po, y apoderándose de los puntos estratégicos de Pradalbino y Bomporto. El 23 de abril cruzaron el Po, alcanzando Verona el 25 de abril, encontrándose con una fuerte oposición en el Nago-Torbole. Tras cruzar el lago de Garda, se aseguró Gargnano y Tremosine. El 30 de abril, finalizó la resistencia alemana en Italia. Con la rendición alemana en Italia el 2 de mayo de 1945, fue la encargada de la seguridad y de la localización de unidades alemanas que pudieran estar ocultas en las áreas de ocupación de Trieste, Kobarid, Bovec y Log pod Mangartom, (Eslovenia) hasta el Día de la Victoria en Europa.

#### Desmovilización
Originalmente, la división iba a ser enviada al Teatro del Pacífico para participar en la Operación Downfall, la invasión de Japón. Sin embargo, Japón se rindió en agosto de 1945 tras los Bombardeos atómicos sobre Hiroshima y Nagasaki. La división regresó a los EE. UU. dos días después. Fue desmovilizada y dada de baja el 30 de noviembre de 1945 en Camp Carson, Colorado. Las bajas de la 10.ª División durante la Segunda Guerra Mundial fueron, 992 muertos y 4154 heridos en acción en los 114 días de combate. Se otorgaron una Medalla de Honor (John D. Magrath), tres Cruces por Servicio Distinguido, una Medalla por Servicios Distinguidos, 449 Estrellas de Plata 7 Legiones al Mérito, 15 Medallas del Soldado, y 7729 Estrellas de Bronce. La misma división tiene derecho a lucir en su bandera dos cintas de campaña.

### Guerra Fría
En junio de 1948, la división fue reconstruida en Fort Riley, Kansas para servir como división de formación. Bautizada como 10.ª División de Infantería, nombre que llevaría durante los siguientes diez años, la división fue entrenando a un gran número de reclutas. Esta misión se amplió con el estallido de la guerra de Corea en 1950. En 1953, la división había entrenado a 123 000 nuevos reclutas del Ejército en Fort Riley.
En 1954, la división se convirtió, una vez más, en una división de combate, aunque no recuperó el estatus de Montaña. Usando el equipo de la desactivada 37.ª División de Infantería, la 10.ª División de Infantería se desplegó en Alemania, para sustituir a la 1.ª División de Infantería destacada en Würzburg como parte la fuerza defensiva de la OTAN. La división permaneció en Alemania durante cuatro años, hasta que fue relevada por 3.ª División de Infantería, se trasladó a Fort Benning, Georgia y fue desactivada el 14 de junio de 1958.

### Reactivación
El 13 de febrero de 1985, la 10.ª División de Montaña se reactivó en Fort Drum, Nueva York. De conformidad con el plan para transformar el ejército de los Estados Unidos, la división ya no se centraría en los regimientos, en su lugar se activaron dos brigadas. La 1.ª Brigada, con sede en Fort Drum, y la 2.ª Brigada, con sede en Fort Benning, trasladándose en 1988 a Fort Drum. También se le asignó una brigada de la Guardia Nacional del Ejército, la 27.ª Brigada de Infantería. Fue especialmente diseñada como una división de infantería ligera capaz de desplegarse rápidamente, estaba orientada hacia la reducción del tamaño por razones de movilidad tanto a nivel estratégico como táctico.
En 1990, la división envió 1200 soldados a Irak durante la Operación Tormenta del Desierto. La mayoría de estas unidades pertenecían al 548.º Batallón de Abastecimiento y Servicios, con casi 1000 soldados, que servían de apoyo a la 24.ª División de Infantería. Tras el cese de las hostilidades en marzo de 1991, los soldados comenzaron a regresar a Fort Drum en junio de ese año.
El 24 de agosto de 1992, el huracán Andrew azotó el sur de Florida y Luisiana matando a 13 personas, dejando sin hogar a otras 250 000 y causando daños por más 20 millones de dólares. El 27 de septiembre de 1992, la 10.ª División de Montaña asumió la responsabilidad en las tareas de ayuda como Task Force Mountain. Los soldados crearon campamentos, distribuyeron alimentos, ropa, medicinas y materiales de construcción, ayudaron a reconstruir los hogares y en la limpieza de los escombros. El último de los 6000 soldados desplegados en Florida volvió a casa en octubre de 1992.

#### Operación Restaurar la Esperanza

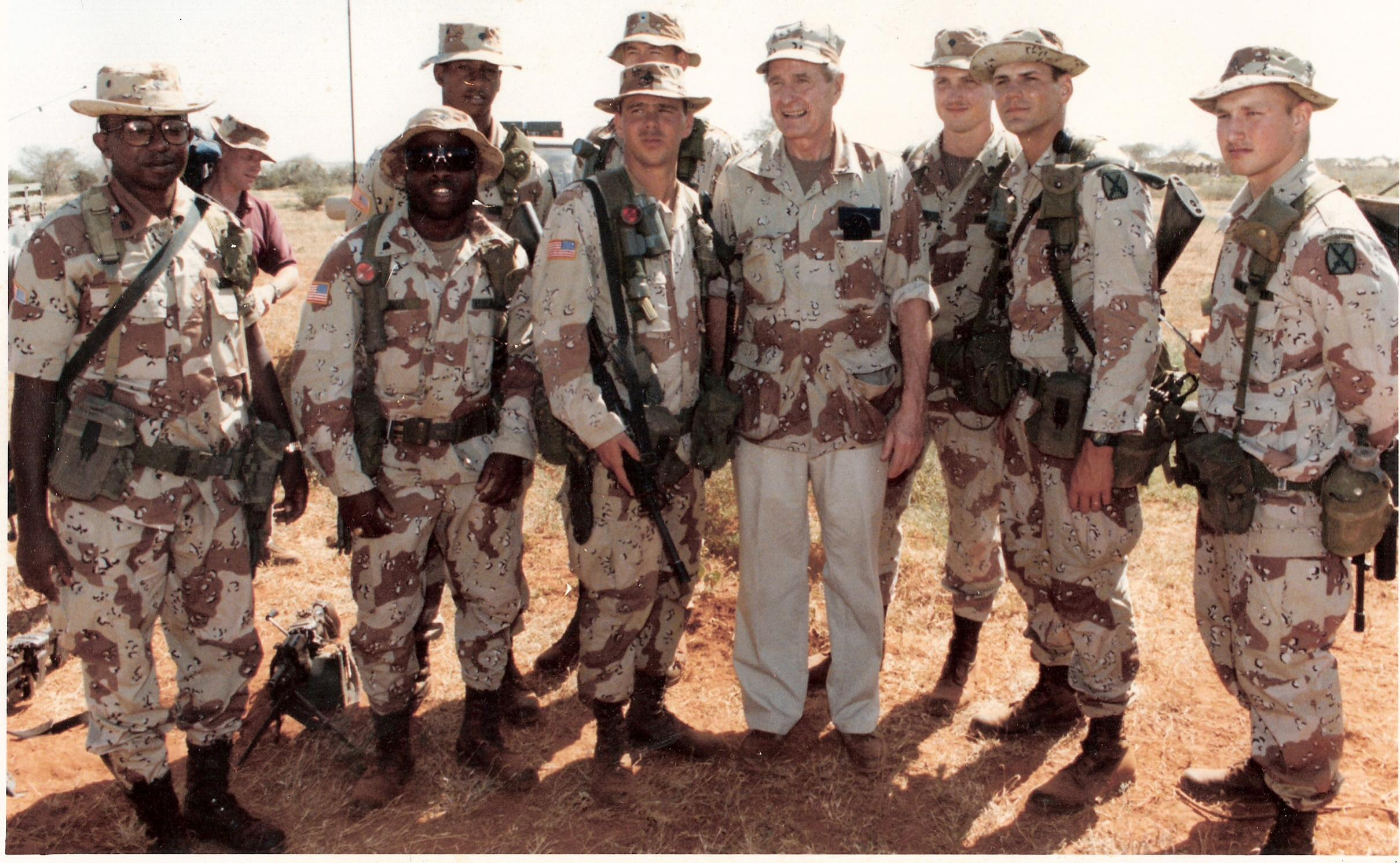
Miembros de la 10.ª División con el presidente George Bush, enero de 1993.

El 3 de diciembre de 1993, el cuartel general de la división fue designado como la sede de todas las Fuerzas Armadas de la Unified Task Force (UNITAF) para la Operación Restaurar la Esperanza. El general de división Steven L. Arnold, comandante de la división, fue nombrado Comandante de las Fuerzas del Ejército. La misión de la 10.ª División de Montaña fue asegurar las principales ciudades y carreteras para facilitar el paso seguro de los suministros a la población somalí que padecía los efectos de la Guerra Civil Somalí.
Fuerzas de la Task Force Ranger compuesta por el 75.º Regimiento Ranger, la Delta Force y el 160.º Regimiento de Aviación de Operaciones Especiales fueron inmovilizadas durante una incursión en lo que más tarde se conoció como la batalla de Mogadiscio. La 10.ª División de Montaña fue enviada a rescatarlos. Durante los combates, en los que produjo el tiroteo más largo sostenido por las fuerzas del ejército regular de los EE. UU. desde la guerra de Vietnam, murieron dos soldados de la 10.ª División. En febrero de 1994 comenzó una reducción gradual de las fuerzas en Somalia y los últimos soldados del 2.º Batallón del 22.º Regimiento de Infantería regresaron a los Estados Unidos en marzo de 1994.

#### Operación Restaurar la Democracia
La división formó el núcleo de la Multinational Force Haiti (MNF Haiti) y de la Joint Task Force 190 (JTF 190) en Haití durante la Operación Restaurar la Democracia. Durante esta operación se desplegaron más de 8600 soldados de la división. El 19 de septiembre de 1994, la 1.ª Brigada del Ejército llevó a cabo el primer asalto aéreo desde un portaaviones. Esta fuerza consistía en 54 helicópteros y cerca de 2000 soldados. Ocuparon el Aeropuerto Internacional Port-au-Prince. Esta fue la mayor operación aérea que el ejército llevó a cabo desde un portaaviones desde la Incursión Doolittle en la Segunda Guerra Mundial.
La misión de la división fue la de crear un entorno seguro y estable para que se pudiera restablecer el gobierno del presidente de Haití Jean-Bertrand Aristide, elegido en las elecciones democráticas. Una vez logrado este objetivo, la 10.ª División entregó el control de la fuerza multinacional en Haití a la 25.ª División de Infantería el 15 de enero de 1995. El último de sus soldados que sirvieron en Haití regresó a casa el 31 de enero de 1995.

#### Task Force Eagle
En el otoño de 1998, la división recibió el aviso de que debería servir como cuartel general principal de la IFOR, proporcionando una fuerza de paz en una operación conjunta en Bosnia y Herzegovina. Los 3000 soldados comenzaron a desplegarse a finales de verano. Tras el desempeño con éxito de su misión en Bosnia, unidades de la división renunciaron a transferir la autoridad de sus asignaciones a los soldados de la 49.ª División Acorazada, de la Guardia Nacional de Texas. Pero a finales del verano de 2000 todos los soldados de la división regresaron a Fort Drum.

### Guerra contra el terrorismo

#### Controversia

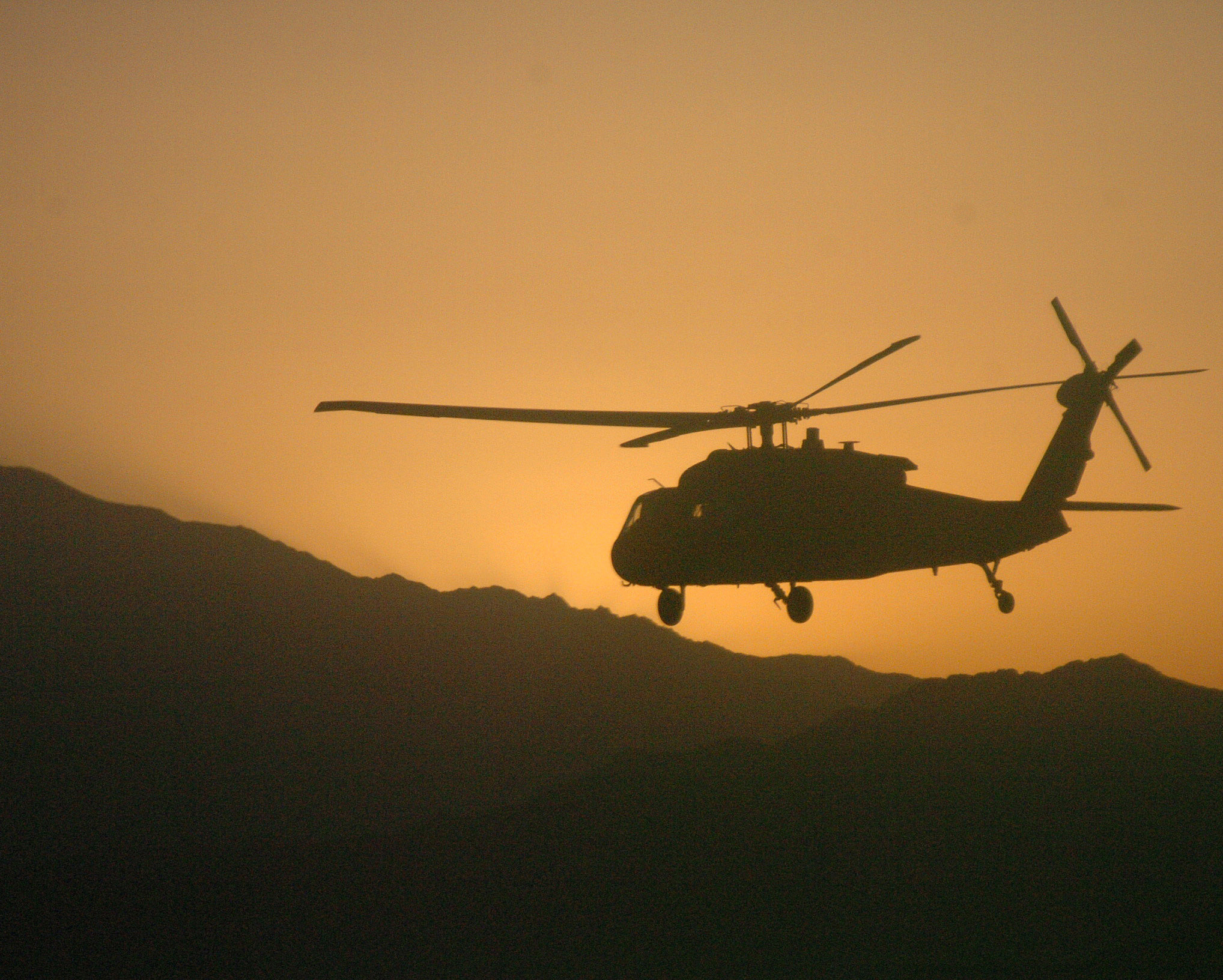
Un helicóptero UH-60 Black Hawk transportando soldados de 10.ª División en una misión en Afganistán.

Durante la campaña presidencial de 2000, la disponibilidad de la 10.ª División de Montaña se convirtió en un tema político, cuando George W. Bush afirmó que la división no estaba lista para trabajar. Atribuyó la baja disponibilidad de la división a los despliegues frecuentes durante todo el decenio de 1990, sin tiempo entre los elementos de la división para reciclarse y prepararse. Un informe del Government Accountability Office (Oficina de Control y Fiscalización del gobierno) estadounidense elaborado en julio de 2000 también señaló que, aunque toda la 10.ª División de Montaña no se desplegó en todas las contingencias a la vez, el despliegue de los componentes esenciales -especialmente su cuartel general- hace que esta división no esté disponible para su despliegue en otros lugares en caso de una guerra importante. La Heritage Foundation un think tank conservador estaba de acuerdo con estos sentimientos, denunciando que el militar estadounidense no estaba preparado para la guerra debido a la post- Guerra Fría. El Ejército respondió que, aunque la 10.ª División de Montaña había sido preparada a partir de su despliegue como Task Force Eagle, la unidad estaba totalmente preparada para el combate a finales de 2000 a pesar de haber sido diezmada. Sin embargo, el Ejército colocó a la 10.ª División en puestos más bajos en la lista de despliegue, lo que le permitió disponer de tiempo para reciclarse y prepararse.
En el año 2002, el columnista y veterano militar condecorado David Hackworth criticó de nuevo a la 10.ª División por no estar preparados físicamente debido a la falta de entrenamiento, una moral baja y una baja capacidad de liderazgo y que la división ya no estaba preparada para la guerra en la montaña.

#### El despliegue inicial

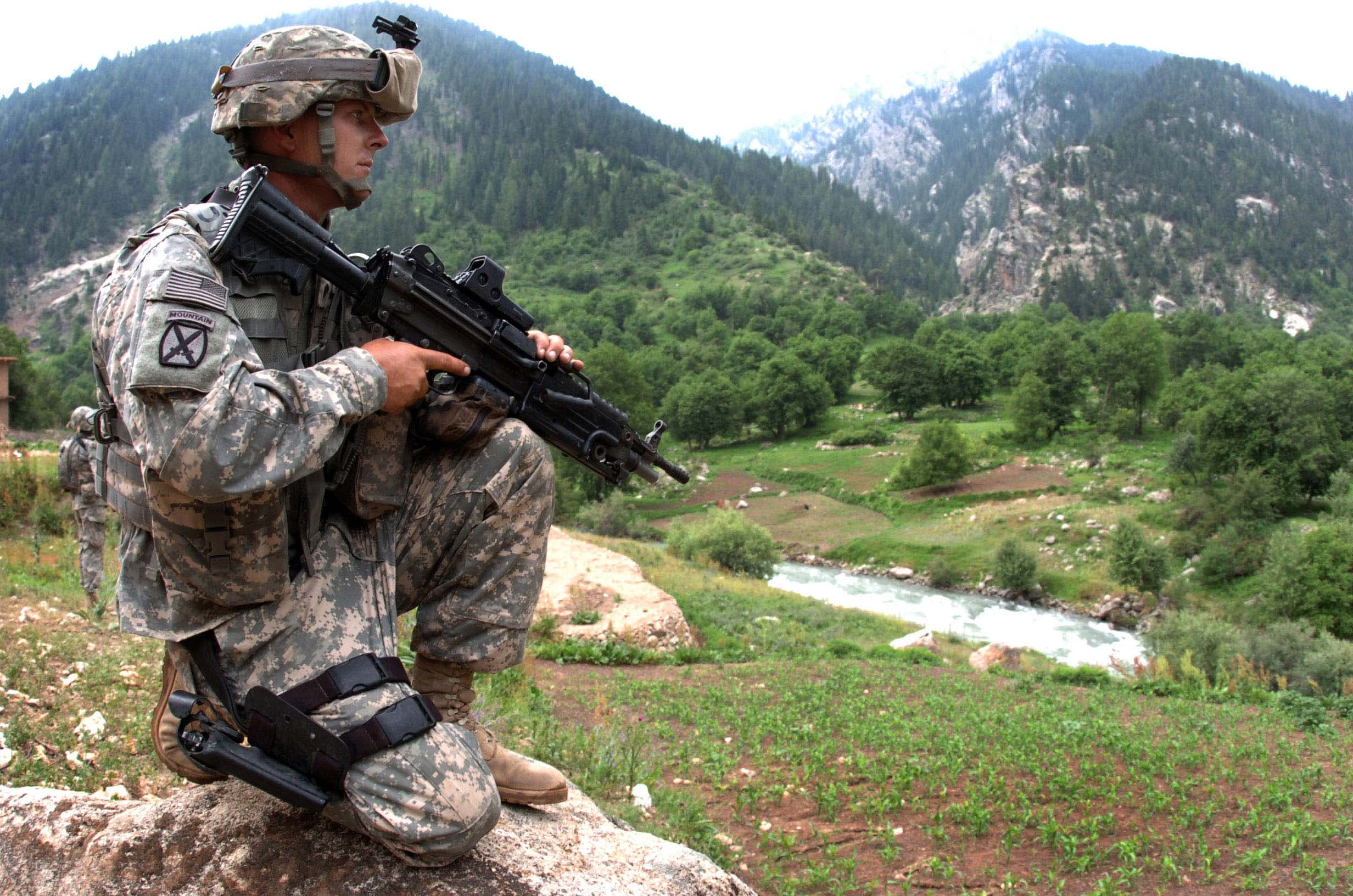
Soldado de la 10.ª División en las montañas afganas.

A raíz de los atentados del 11 de septiembre de 2001, elementos de la división, incluyendo el Batallón de Tropas Especiales y el 1.er Batallón del 87.º Regimiento de Infantería son desplegados en Afganistán en apoyo de la Operación Libertad Duradera a finales de 2001. Estas fuerzas se mantuvieron en el país hasta mediados de 2002 y participaron en operaciones importantes como la Operación Anaconda, la Batalla de Mazar i Sharif, y la Batalla de Qala-i-Jangi. La división también participó en los combates en el valle de Shahi Khot en 2002. Tras el regreso de los batallones, fueron recibidos y elogiados por el presidente Bush.
En 2003, el cuartel general de la división, junto con la 1.ª Brigada, regresaron a Afganistán. Durante ese tiempo, operaron en las regiones fronterizas del país, tales como la provincia de Paktika, y en zonas nunca antes tocadas por la guerra en busca de los talibanes y las fuerzas de Al Qaeda. Combatieron en varios conflictos a pequeña escala, tales como la Operación Avalancha, la Operation Mountain Resolve, y la Operation Mountain Viper. La división mantuvo una estrategia de pequeñas unidades móviles a través de las remotas regiones del país para interactuar directamente con la población y expulsar a los insurgentes. La 1.ª Brigada también emprendió una serie de misiones humanitarias.

#### Reorganización y despliegue en Irak
Tras el regreso del cuartel general y de la 1.ª Brigada, la 10.ª División inició el proceso de transformación en una división modular. El 16 de septiembre de 2004, se completó la transformación, añadiendo el Special Troops Battalion. Las cuatro brigadas de la división también sufrieron una transformación, la 1.ª Brigada se convirtió en 1st Brigade Combat Team (BCT), y se activó por primera vez la 3rd Brigade Combat Team. En enero de 2005, la 4th Brigade Combat Team se activó en Fort Polk, Luisiana. La 2nd Brigade Combat Team no cambiaría su denominación en espera de un despliegue en Irak.
A finales de 2004, la 2nd Brigade Combat Team fue enviada a Irak en apoyo de la Operación Libertad Iraquí. La 2.ª Brigada realizó operaciones de combate en el oeste de Bagdad, regresando a los EE. UU. a finales de 2005. En esa época, la 1.ª Brigada fue desplegada de nuevo en Irak, permaneciendo en el país hasta 2006.

#### Despliegues recientes

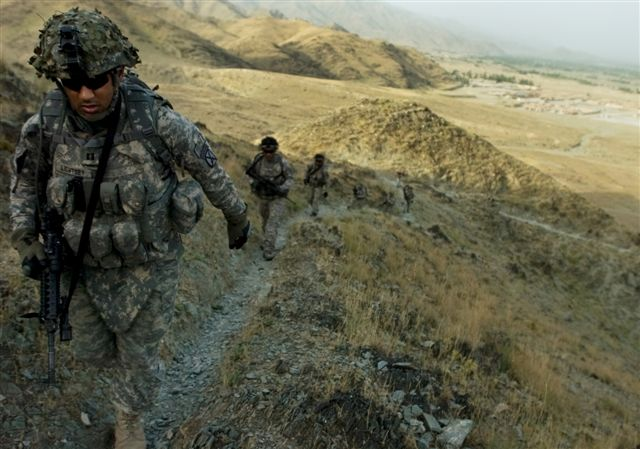
Tropas de la 10.ª División de Montaña en la provincia de Kunar.

El cuartel general de la división, la 3.ª Brigada y dos batallones de la 4.ª Brigada son desplegados en Afganistán en 2006, permaneciendo en el país hasta 2007. El cuartel general y la 3.ª Brigada sirvieron en la región oriental del país, a lo largo de la frontera con Pakistán, cumpliendo un papel similar al realizado durante su despliegue anterior. Después de un descanso de un año, el cuartel general de la 10.ª División fue enviado a Irak por primera vez en abril de 2008. El cuartel general sirvió como el elemento de mando para el sur de Bagdad, mientras que la 4.ª Brigada (BCT) operó al nordeste de Bagdad bajo el mando de la 4.ª División de Infantería desde noviembre de 2007 hasta enero de 2009. La 10.ª División participó en las operaciones de mayor escala como la Operación Phantom Phoenix.
El despliegue de la 3.ª Brigada en Irak estaba programado para 2009, pero fue cancelado y enviada al este de Afganistán a las provincias de Lawgar y Vardak, para relevar a la 101.ª División Aerotransportada, como parte de una nueva acumulación de fuerzas estadounidenses en ese país. La brigada fue responsable de la expansión de las Bases de Operaciones Avanzadas, así como de reforzar la presencia militar estadounidense en la región.
La 2.ª (BCT) fue enviada a Irak en el otoño de 2009, como parte de la rotación 2009-2010. La 1.ª (BCT) se desplegó en Afganistán en la primavera de 2010. El Ejército se encuentra expandiendo su base en Fort Drum, con la esperanza de trasladar la sede de la 4.ª (BCT) de Fort Polk a Fort Drum antes de 2013.

## Honores
La 10.ª División de Montaña fue premiada con dos gallardetes de campaña en la Segunda Guerra Mundial y cuatro en la Guerra contra el Terrorismo y dos Meritorious Unit Commendation.
- 2001-2002
Asia Central
- 2003-2004
Afganistán
- 2008-2008
Irak

## Legado
La 10.ª División fue el tema de la película de 1996 Fuego en la montaña, que documentó sus hazañas durante la Segunda Guerra Mundial. La 10.ª División es también un elemento importante del libro y la película Black Hawk Down, que retrata la Batalla de Mogadiscio y la participación de la división en ese conflicto. Otras apariciones de la división son la novela de Tom Clancy Peligro inminente, y la película de ciencia ficción de 2005 Manticore.
Algunos soldados que prestaron servicio en la 10.ª División de Montaña han logrado gran notoriedad en otros campos. Entre ellas se encuentran el matemático Franz Alt, el investigador y pionero en la previsión de aludes Montgomery Atwater, el congresista de los Estados Unidos Les Aucoin, el cofundador de Niké, Bill Bowerman, y el candidato presidencial Bob Dole.
Además, dos miembros de la división han sido galardonados con la Medalla de Honor, John D. Magrath por sus acciones durante la Segunda Guerra Mundial en 1945 y Jared C. Monti durante la Operación Libertad Duradera en 2009.

## Organización

Orden de Batalla de la 10.ª División de Montaña

La 10.ª División de Montaña está compuesta por cuatro Brigade Combat Team, una Brigada de Aviación de Combate, y un Batallón de Tropas Especiales.
- 10.ª Mountain Headquarters & Headquarters Battalion
- Headquarters and Headquarters Company
- Network Support Company
- 10th Mountain división Band
- 1.ª Brigade Combat Team Warrior[42]
- 1.er Battalion, 87th Infantry Regiment
- 2.º Battalion, 22nd Infantry Regiment
- 1.er Squadron, 71st Cavalry Regiment
- 3.er Battalion, 6th Field Artillery Regiment
- 1.ª Brigade Special Troops Battalion
- 10.ª Brigade Support Battalion
- 2º Brigade Combat Team Commandos[42]
- 2.º Battalion, 14th Infantry Regiment
- 4.º Battalion, 31st Infantry Regiment
- 1.er Squadron, 89th Cavalry Regiment
- 2.º Battalion, 15th Field Artillery Regiment
- 2.º Brigade Special Troops Battalion
- 210.ª Brigade Support Battalion
- 3rd Brigade Combat Team Spartans[42]
- 1.er Battalion, 32nd Infantry Regiment
- 2.ºBattalion, 87th Infantry Regiment
- 3.er Squadron, 71st Cavalry Regiment
- 4.º Battalion, 25th Field Artillery Regiment
- 3.er Brigade Special Troops Battalion
- 710.ª Brigade Support Battalion
- 4.ª Brigade Combat Team Patriots[42]
- 2.º Battalion, 4th Infantry Regiment
- 2.º Battalion, 30th Infantry Regiment
- 3.er Squadron, 89th Cavalry Regiment
- 5.º Battalion, 25th Field Artillery Regiment
- 4.ª Brigade Special Troops Battalion
- 94.ª Brigade Support Battalion
- Combat Aviation Brigade Falcons[42]
- 1.er Battalion, 10th Aviation Regiment
- 2.º Battalion, 10th Aviation Regiment
- 3.er Battalion, 10th Aviation Regiment
- 6.º Squadron, 6th Cavalry Regiment
- 277.ª Aviation Support Battalion
- 10.ª Sustainment Brigade Muleskinners
- 10.ª Sustainment Brigade Troops Battalion
- 548.º Combat Service Support Battalion
- 7.º Combat Engineers Battalion (ADCON Minus)
- 91.er Military Police Battalion (ADCON Minus)
- 63.er Explosive Ordanance Battalion (ADCON Minus)